# Sigurd Jacobsen
Sigurd Jacobsen (15. februar 1882 – 18. januar 1948) var en dansk overretssagfører, der under et besøg i Wien efter 1. verdenskrig blev opmærksom på de elendige forhold for børnene i byen og blev en drivende kraft i at bringe wienerbørn til Danmark.
Et af wienerbørnene, den østrigske billedhugger Paul Peschke, skabte en buste af Sigurd Jacobsen, placeret foran børnehaven Kindergarten 5 i Reinprechtsdorfer Straße 1 c i Wien. Busten blev i 1961 afsløret af daværende udenrigsminister Jens Otto Krag.
Sigurd Jacobsen har udgivet Wienerbørn i Landflygtighed, Gyldendalske Boghandel, Nordisk Forlag, 1943.